# Leptothrium senegalense
Leptothrium senegalense là một loài thực vật có hoa trong họ Hòa thảo. Loài này được (Kunth) Clayton mô tả khoa học đầu tiên năm 1972.